# カステロ・ブランコ県
カステロ・ブランコ県（Castelo Branco District (ポルトガル語: Distrito de Castelo Branco [kɐʃˈtɛlu ˈβɾɐ̃ku] ( 音声ファイル))）は、ポルトガルの県の1つ。ポルトガルの国土の中東部に位置し、東はスペインのエストレマドゥーラ州と接する。北はグアルダ県、西はヴィゼウ県とコインブラ県、南はサンタレン県とポルタレグレ県と接する。県都は、カステロ・ブランコ。
カステロ・ブランコ県には、11の地方自治体がある。
- ベルモンティ（Belmonte）
- カステロ・ブランコ（Castelo Branco） - 県都
- クヴィリャン（Covilhã）
- フンダウン（Fundão）
- イダーニャ＝ア＝ノーヴァ（Idanha-a-Nova）
- オレイルシュ（Oleiros）
- ピナマコール（Penamacor）
- プルエンサ＝ア＝ノーヴァ（Proença-a-Nova）
- セルタン（Sertã）
- ヴィラ・ディ・レイ（Vila de Rei）
- ヴィラ・ヴェーリャ・ディ・ロダウン（Vila Velha de Ródão）